# Estigma (película)
Estigma (también titulada  Stigma) es una coproducción hispano-italiana de terror estrenada en 1980, escrita y dirigida por José Ramón Larraz y protagonizada en los papeles principales por Alexandra Bastedo y Christian Borromeo.

## Sinopsis
Sebastián, un joven adolescente, se percata a raíz del accidente en el que fallece su padre, que posee poderes extrasensoriales. Este descubrimiento le angustia sobremanera y le lleva a estados depresivos y a sufrir alucinaciones que se escapan a su control. Con solo el pensamiento puede provocar a distancia la muerte de las personas que odia con solo desearlo.

## Reparto
- Christian Borromeo como Sebastián / Miguel
- Alexandra Bastedo como Angie
- Emilio Gutiérrez Caba como José
- Berta Cabré como Julia
- José María Caffarel como Taxista
- Craig Hill como Sacerdote
- Massimo Serato como Padre de Miguel
- Virginie Blavier como	Julia
- Antonio Molino Rojo como Jorge
- Annabella Incontrera como	Madre de Miguel
- Helga Liné como Madre de Sebastián
- Irene Gutiérrez Caba como	Olga
- Llàtzer Escarceller
- Florencio Calpe como Sacerdote

## Producción
En el número 39 del fanzine Mondo Brutto, el dibujante Josep Maria Beà hablaba sobre su colaboración en la película:

"Colaboré con José Ramón Larraz en Estigma, una película para Balcázar que se rodaba en los estudios de Balañá, con Alexandra Bastedo y Emilio Gutierrez Caba. Llegó un momento que Larraz me pedía ideas. Hice storyboards, le dejé muchos dibujos que salen en el filme y un día hasta me dejó a solas con la cámara. Todo dibujante lleva dentro un director de cine y yo pensaba que con él podría hacer algo interesante, pero ya estaba muy quemado. El resultado fue casposo. Larraz era el clásico tío que te lo solucionaba todo con cuatro duros. Recuerdo que se necesitaba una bañera horadada porque de ella tenía que salir una mujer muerta, así que fuimos a una tienda de sanitarios y con su palique lo arreglamos. Les invitó al rodaje y luego, cuando se presentaron allí, no les dejó entrar.".
Josep Maria Beà (Mondo Brutto, 2008).